# Drugi svjetski rat na Salomonskim Otocima
Drugi svjetski rat na Solomonskim Otocima bio jedna od glavnih etapa Rata na Pacifiku u Drugom svjetskom ratu.
Rat je započeo s japanskim slijetanjem i okupacijom nekoliko područja na britanskim Solomonskim Otocima, na otoku Bougainvillea i na teritoriju Nove Gvineje, tijekom prvih šest mjeseci 1942. godine. Japanci su nakon što su okupirali ova područja počeli gradnju nekoliko pomorskih i zrakoplovnih baza s ciljem zaštite japanske ofenzive u Novoj Gvineji, zbog sigurnosne barijere za veliku japansku bazu u Rabaulu na Novoj Britaniji i za pokušaj sprečavanja opskrbe između savezničkih zemalja SAD-a, Australije i Novoga Zelanda.
Saveznici, kako bi obranili svoje komunikacijske i opskrbne putove u južnom Pacifiku, započeli su kontraofanzivu na Novoj Gvineji, na izoliranu japansku bazu u Rabaulu i na Solomonske Otoke spuštanjem na otok Guadalcanal (vidi Bitka za Guadalcanal) i male susjedne otoke 7. kolovoza 1942. Amerikanci otpočinju Operaciju Wachtower (Guadalcanalska kampanja), jednu od najžešćih borbi s najvećim gubitcima tijekom rata na Pacifiku. Trajala je sve do početka 1943. godine i bila je prekretnica u korist Amerikanaca. Pod tim imenom obuhvaćen je cijeli niz pomorskih, ali i kopnenih bitaka. Nastavilo se s nekoliko bitaka na središnjem i sjevernom dijelu Solomononskih Otoka, kao i oko otoka Nove Georgije i otoka Bougainville.
U iscrpljujućoj kampanji, borbe su se vodile na kopnu, moru i u zraku. Saveznici su nanijeli velike gubitke Japancima i preuzeli kontrolu nad mnogim Solomonskim otocima (iako je otpor trajao, sve do kraja rata), a također su izolirali i neutralizirali neke japanske položaje. Bojišnica se zatim preselila u Novu Gvineju.